# Elencos da Kometa-Xstra
A equipa ciclista profissional espanhola Kometa-Xstra tem tido, durante toda a sua história, os seguintes elencos:

## Polartec-Kometa

### 2018
| Nome                     | Nascimento | Nacionalidade | Equipa de 2017                   |
| Miguel Ángel Ballesteros | 23/07/1996 | Espanha       | Neo (Polartec-Fundação Contador) |
| Juan Camacho             | 24/07/1995 | Espanha       | Neo (Polartec-Fundação Contador) |
| Isaac Cantón             | 13/06/1996 | Espanha       | Neo (Polartec-Fundação Contador) |
| Patrick Gamper           | 18/02/1997 | Áustria       | Tirol Cycling Team               |
| Michele Gazzoli          | 04/03/1999 | Itália        | Neoprofissional                  |
| Awet Habtom              | 01/01/1998 | Eritreia      | Bike Aid                         |
| Kevin Inkelaar           | 08/07/1997 | Países Baixos | Neo (Lotto-Soudal U23)           |
| Juan Pedro López         | 31/07/1997 | Espanha       | Neo (Polartec-Fundação Contador) |
| Matteo Moschetti         | 14/08/1996 | Itália        | Trek-Segafredo (stagiaire)       |
| Wilson Peña Molano       | 07/04/1998 | Colômbia      | Neo (Maltinti Lampadari)         |
| Michel Ries              | 11/03/1998 | Luxemburgo    | Neo (UC Dipach)                  |
| Diego Pablo Sevilla      | 04/03/1996 | Espanha       | Neo (Polartec-Fundação Contador) |

1. ↑  Desde 1 de junho.
2. 1 2  Até 31 de julho.

Stagiaires

Desde 1 de agosto, os seguintes corredores passaram a fazer parte da equipa como stagiaires (aprendizes à prova).
| Corredor         | Nascimento | Nacionalidade | Equipa de 2018             |
| ---------------- | ---------- | ------------- | -------------------------- |
| Stefano Oldani   | 10/01/1998 | Itália        | Team Colpack               |
| Alejandro Ropero | 17/04/1998 | Espanha       | Polartec-Fundação Contador |

## Kometa Cycling Team

### 2019
| Nome                | Nascimento | Nacionalidade | Equipa de 2018                         |
| Juan Camacho        | 24/07/1995 | Espanha       | Polartec-Kometa                        |
| Isaac Cantón        | 13/06/1996 | Espanha       | Polartec-Kometa                        |
| Márton Dina         | 11/04/1996 | Hungria       | Pannon Cycling Team                    |
| José Antonio García | 16/08/1996 | Espanha       | Neo (Polartec-Fundação Contador)       |
| Michele Gazzoli     | 04/03/1999 | Itália        | Polartec-Kometa                        |
| Awet Habtom         | 01/01/1998 | Eritreia      | Polartec-Kometa                        |
| Juan Pedro López    | 31/07/1997 | Espanha       | Polartec-Kometa                        |
| Stefano Oldani      | 10/01/1998 | Itália        | Polartec-Kometa (stagiaire)            |
| Antonio Puppio      | 28/04/1999 | Itália        | Cofidis, Solutions Crédits (stagiaire) |
| Michel Ries         | 11/03/1998 | Luxemburgo    | Polartec-Kometa                        |
| Samuele Rubino      | 29/01/2000 | Itália        | Neo (LVF-Lombardía)                    |
| Diego Pablo Sevilla | 04/03/1996 | Espanha       | Polartec-Kometa                        |
| Daniel Viegas       | 05/01/1998 | Portugal      | Neo (Polartec-Fundação Contador)       |

1. ↑  Desde 27 de maio.
2. ↑  Até 31 de julho.

Stagiaires

Desde 1 de agosto, os seguintes corredores passaram a fazer parte da equipa como stagiaires (aprendizes à prova).
| Corredor          | Nascimento | Nacionalidade | Equipa de 2019 |
| ----------------- | ---------- | ------------- | -------------- |
| Ádám Kristóf Karl | 09/09/1999 | Hungria       |                |
| Balázs Vais       | 17/07/2000 | Hungria       |                |

## Kometa-Xstra

### 2020
| Nome                   | Nascimento | Nacionalidade | Equipa de 2019                   |
| Juan Camacho           | 24/07/1995 | Espanha       | Kometa Cycling Team              |
| Márton Dina            | 11/04/1996 | Hungria       | Kometa Cycling Team              |
| Alessandro Fancellu    | 24/04/2000 | Itália        | Neo (Kometa Cycling Team sub-23) |
| Erik Fetter            | 05/04/2000 | Hungria       | Pannon Cycling Team              |
| Giacomo Garavaglia     | 03/07/1996 | Itália        | Team Colpack                     |
| José Antonio García    | 16/08/1996 | Espanha       | Kometa Cycling Team              |
| Sergio García González | 11/06/1999 | Espanha       | Neo (Kometa Cycling Team sub-23) |
| Mathias Larsen         | 02/05/1999 | Dinamarca     | Team Waoo                        |
| Antonio Puppio         | 28/04/1999 | Itália        | Kometa Cycling Team              |
| Alejandro Ropero       | 17/04/1998 | Espanha       | Neo (Kometa Cycling Team sub-23) |
| Diego Pablo Sevilla    | 04/03/1996 | Espanha       | Kometa Cycling Team              |
| Riccardo Verza         | 22/08/1997 | Itália        | Neo (Zalf-Euromobil)             |
| Daniel Viegas          | 05/01/1998 | Portugal      | Kometa Cycling Team              |

1. ↑  Até 17 de janeiro.